# Lažany (district de Prešov)
Lažany est un village de Slovaquie situé dans la région de Prešov.

## Histoire
Première mention écrite du village en 1320.

## Démographie

### Évolution de la population
| Année:               | 1994. | 2004.    | 2014.    | 2024.   |
| -------------------- | ----- | -------- | -------- | ------- |
| Nombre de personnes: | 130   | 151      | 178      | 161     |
| Différence:          |       | +16,15 % | +17,88 % | -9,55 % |

| Année:               | 2023. | 2024.   |
| -------------------- | ----- | ------- |
| Nombre de personnes: | 166   | 161     |
| Différence:          |       | -3,01 % |